# Krasawa (wieś)
Krasawa – wieś w Polsce położona w województwie śląskim, w powiecie częstochowskim, w gminie Olsztyn.
W latach 1975–1998 miejscowość administracyjnie należała do województwa częstochowskiego.